# Idoia Mendia
Idoia Mendia Cueva (ur. 27 października 1965 w Bilbao) – hiszpańska i baskijska polityczka, prawniczka i działaczka samorządowa, w latach 2009–2012 i 2020–2024 członkini rządu Kraju Basków, deputowana do Parlamentu Europejskiego X kadencji.

## Życiorys
W 1990 ukończyła prawo na Universidad de Deusto. W 1993 została absolwentką studiów podyplomowych ze stosunków międzynarodowych i europejskich na Uniwersytecie Amsterdamskim. W 1994 uzyskała uprawnienia adwokata w izbie adwokackiej w Bilbao, po czym podjęła praktykę w zawodzie.
Zaangażowała się w działalność polityczną w ramach Socjalistycznej Partii Krajów Basków – Baskijskiej Lewicy (PSE-EE), regionalnej struktury PSOE. W latach 2003–2009 była radną Barriki. W latach 2002–2009 i 2012–2020 wykonywała mandat posłanki do parlamentu Kraju Basków. W latach 2009–2012 wchodziła w skład baskijskiego rządu. Pełniła funkcje rzecznika prasowego oraz ministra sprawiedliwości i administracji publicznej, w 2012 odpowiadała także za sprawy wewnętrzne. Obejmowała różne stanowiska w strukturze partyjnej, w latach 2014–2021 była sekretarzem generalnym baskijskich socjalistów, a w 2021 została jednym z sekretarzy w federalnej komisji wykonawczej PSOE. W 2020 ponownie weszła w skład rządu Kraju Basków jako wicepremier oraz minister pracy i zatrudnienia. W kwietniu 2024 ustąpiła z tych urzędów w związku z zaplanowanym startem w wyborach europejskich w czerwcu tegoż roku. W wyniku głosowania została wybrana do Parlamentu Europejskiego X kadencji.